# Przechodzenie drzewa
Przechodzenie drzewa (pot. przechodzenie po drzewie) – proces odwiedzania wszystkich węzłów drzewa.

## Sposoby przechodzenia drzewa binarnego
Wyróżnia się 3 sposoby rekursywnego przejścia drzewa binarnego:
- VLR – pre-order, przejście wzdłużne,
- LVR – in-order, przejście poprzeczne,
- LRV – post-order, przejście wsteczne,

gdzie: Visit – „odwiedź” węzeł, Left – przejdź lewe poddrzewo, Right – przejdź prawe poddrzewo.
W przypadku gdy dane drzewo jest binarnym drzewem AST przejścia określa się również:
- pre-order – prefiksowym, gdyż wynik odwiedzania poszczególnych węzłów jest trawestacją wyrażenia zawartego w strukturze AST do postaci przedrostkowej (notacji Łukasiewicza),
- in-order – infiksowym, gdyż trawestuje wyrażenie do postaci wrostkowej,
- post-order – postfiksowym, gdyż trawestuje wyrażenie do postaci przyrostkowej (odwrotnej notacji polskiej).

Niniejsze algorytmy rekurencyjne działają na drzewie binarnym:
- Pre-order

PRE-ORDER(wierzchołek_v)
 {
    wypisz wierzchołek_v.wartość
    jeżeli wierzchołek_v.lewy_syn != null to PRE-ORDER(wierzchołek_v.lewy_syn)
    jeżeli wierzchołek_v.prawy_syn != null to PRE-ORDER(wierzchołek_v.prawy_syn)
 }

Pre-order: F, B, A, D, C, E, G, I, H.

Post-order: A, C, E, D, B, H, I, G, F.

Działanie jest wykonywane najpierw na rodzicu, następnie na synach.
- In-order

IN-ORDER(wierzchołek_v)
 {
    jeżeli wierzchołek_v.lewy_syn != null to IN-ORDER(wierzchołek_v.lewy_syn)
    wypisz wierzchołek_v.wartość
    jeżeli wierzchołek_v.prawy_syn != null to IN-ORDER(wierzchołek_v.prawy_syn)
 }

In-order: A, B, C, D, E, F, G, H, I.

Najpierw wykonywane jest działanie na jednym z synów, następnie na rodzicu i na końcu na drugim synu. Przechodząc w ten sposób drzewo poszukiwań binarnych, otrzymuje się posortowane wartości wszystkich węzłów. Dzieje się tak dlatego, że w drzewie poszukiwań binarnych wartości lewego syna węzła n oraz wszystkich jego potomków są mniejsze od wartości n, a wartości prawego syna i jego potomków większe od wartości n.
- Post-order

POST-ORDER(wierzchołek_v)
 {
    jeżeli wierzchołek_v.lewy_syn != null to POST-ORDER(wierzchołek_v.lewy_syn)
    jeżeli wierzchołek_v.prawy_syn != null to POST-ORDER(wierzchołek_v.prawy_syn)
    wypisz wierzchołek_v.wartość
 }

Działanie jest wykonywane najpierw na wszystkich synach, na końcu na rodzicu.

## Sposoby przechodzenia dowolnego drzewa
Następujące algorytmy działają na ogólnym drzewie, którego każdy wierzchołek może mieć dowolnie wiele synów:
- Pre-order

 PRE-ORDER(wierzchołek_v)
 {
    wypisz wierzchołek_v.wartość
    dla każdego wierzchołka w będącego synem wierzchołka_v:
        PRE-ORDER(w)
 }

- Post-order

 POST-ORDER(wierzchołek_v)
 {
    dla każdego wierzchołka w będącego synem wierzchołka_v:
        POST-ORDER(w)
    wypisz wierzchołek_v.wartość
 }

- Nie istnieje algorytm In-order dla drzewa niebędącego drzewem binarnym. Porządek in-order wymaga odwiedzenia węzła–rodzica po lewym a przed prawym dzieckiem. W drzewie nie binarnym, tj. gdy węzły mogą mieć więcej niż 2 potomków, nie da się jednoznacznie zdefiniować dziecka lewego i prawego (np. przy 3 węzłach–dzieciach (potomkach) będzie przynajmniej 2 dzieci lewych albo 2 dzieci prawych), stąd zasadnicza niemożność spełnienia tego porządku.

## Przykład
W tym drzewie binarnym podstawowe algorytmy odwiedzają węzły w następującej kolejności:
- pre-order:  F, B, A, D, C, E, G, I, H
- post-order:  A, C, E, D, B, H, I, G, F
- in-order:  A, B, C, D, E, F, G, H, I

## Przykład przejścia binarnego drzewa AST opisującego wyrażenie arytmetyczne

### in-order - notacja wrostkowa
```
(1*(2-3))+(4+5)
```

Notacja wrostkowa wymaga nawiasów do zdefiniowania kolejności wykonywania operacji.
Część nawiasów z powyższego zapisu może zostać opuszczona bez uszczerbku dla wyniku wyrażenia arytmetycznego.
Jednak po usunięciu nadmiarowych (z punktu widzenia poprawności wyniku) nawiasów zapis przestanie być wzajemnie jednoznaczny z przytoczonym drzewem.
Konkretniej: z przytoczonego drzewa wynika, że operacja +(4,5) powinna zostać wykonana przed + z korzenia. Po opuszczeniu nawiasów powstałaby dowolność w kolejności wykonywania + i z zapisu bez 'nadmiarowych' nawiasów byłoby możliwe wyprowadznie więcej niż jednego drzewa. Inaczej: z łączności dodawania wynika, że na drzewie składniowym dopuszczalne są obroty operacji + względem siebie.

### pre-order - notacja polska
```
+ * 1 - 2 3 + 4 5
```

lub nawiązując do języków programowania:
```
plus(razy(1,minus(2,3)),plus(4,5))
```

### post-order - odwrotna notacja polska (RPN)
```
1 2 3 - * 4 5 + +
```

W latach 70. kalkulatory RPN były popularne w kręgach finansowych.
Obliczenia z wykorzystaniem RPN używają stosu.
Współcześnie powyższe wyrażenie może zostać wykonane przy pomocy kalkulatora dc.
```
$ 
dc

1 2 3 - * 4 5 + +

p

8

```

Komenda p zwraca wartość na wierzchołku stosu, czyli w tym przypadku ostateczny wynik wyrażenia.

## Levelorder

Level-order: F, B, G, A, D, I, C, E, H.

Istnieje również metoda przechodzenia levelorder, która polega na odwiedzaniu wierzchołków kolejno według wzrastającego poziomu zagłębienia. Jest ona implementowana przy użyciu algorytmu przeszukiwania wszerz (BFS), np. z wykorzystaniem kolejki. W przykładowym drzewie powyżej metoda ta odwiedza węzły w kolejności:
- level-order:  F, B, G, A, D, I, C, E, H.

LEVEL-ORDER(wierzchołek_v)
 {
    utwórz kolejkę wierzchołków k
    wstaw wierzchołek_v do kolejki

    dopóki kolejka nie jest pusta:

        pobierz z kolejki wierzchołek w
        wypisz wierzchołek_w.wartość

        dla każdego wierzchołka u będącego potomkiem wierzchołka w:
            wstaw wierzchołek u do kolejki
 }